# Инютин, Иван Иванович
Инютин Иван Иванович (7 января 1916 — 12 марта 1989) — командир дивизиона 135 Армейской пушечной артиллерийской Днепропетровско-Жмеринской ордена Ленина Краснознаменной орденов Суворова Кутузова бригады 38 Армии 4-го Украинского фронта, подполковник.

## Биография
Родился в 1916 году в селе Большой Хомутец (ныне — Добровского района Липецкой области) в семье крестьянина. Русский.
В Красной Армии с 1937 года. Служил командиром огневого взвода 7 Армии Ленинградского фронта. Принимает участие в Советско-финской войне (1939—1940). В 1941 году командир взвода и батареи Сибирского военного округа. Участник Великой Отечественной войны с ноября 1942 года в составе 628 полка. Член ВКП(б)/КПСС с 1943 года. Был начальником штаба и командиром дивизиона пушечной артиллерийской бригады. Воевал на Воронежском, 1-м Украинском и 4-м Украинском фронтах. В боях ранен не был.
Подвиг: участвовал в 1944 году в боях районов Станиславской области («…уничтожил более 250 солдат и офицеров…») и Тернопольской области: «Уничтожил 4 артбатареи, разрушил 5 ДЗОТов, сжёг 4 танка… разбил паровоз и поджег состав…». 4 мая 1945 года в боях за Мораву-Остравскую:
Дивизион майора Инютина своевременно открывал огонь тем самым обеспечил взятие города Моравской Остравы. За время боевых действий с января 1945 года по 9 мая 1945 года огнём дивизиона врагу нанесен следующий урон – уничтожено: Мин. Батарей – 22, Арт. батарей - 31, ПТО - 27, Танков и СУ - 89, автомашин - 146, ДОТов- 3, ДЗОтов - 34, Прицепов - 163, убито более 5100 солдат и офицеров, подавлен огонь 158 батарей, отражено 19 контратак противника.
 За этот личный боевой подвиг, товарищ Инютин был представлен к Высшей правительственной награде — званию Герой Советского Союза.
В мирное время служил в составе группы советских войск в Германии (Потсдам). В 1951 году окончил Высшую офицерскую артиллерийскую ордена Ленина Краснознаменную школу. В 1956 году окончил университет Марксизма-Ленинизма Вооруженных сил СССР. В 1959 году уволился в запас. Затем работал на Лесоторговой базе товароведом. Умер в 1989 году. Похоронен на кладбище в селе Косыревка (Липецкая область).

## Награды
Советские:
- Кавалер ордена Красного Знамени (27.06.1945, № 056Н 38 Армия)
- Кавалер ордена Александра Невского (23.05.1945, № 032н 38 Армия)
- Кавалер ордена Отечественной войны I степени (11.05.1944, № 015н 38 Армия)
- Кавалер ордена Отечественной войны II степени (14.08.1944, № 024н 38 Армия)
- Кавалер ордена Отечественной войны (1985 года)
- Кавалер двух орденов Красной Звезды (14.08.1943, № 22н 6 Гв. Армия)[7]
- Медаль «За Боевые заслуги»
- Медаль «За победу над Германией в Великой Отечественной войне 1941—1945 гг.»
- Медаль «За безупречную службу»

Иностранные:
- Военный крест (Чехословакия, 1939)
- Медаль «Победы и Свободы» (Польша)

Почётное наградное оружие
- Кортик

Юбилейные
- Юбилейная медаль «30 лет Советской Армии и Флота»
- Юбилейная медаль «40 лет Вооружённых Сил СССР»
- Юбилейная медаль «50 лет Вооружённых Сил СССР»
- Юбилейная медаль «60 лет Вооружённых Сил СССР»
- Юбилейная медаль «70 лет Вооружённых Сил СССР»
- Юбилейная медаль «Двадцать лет Победы в Великой Отечественной войне 1941—1945 гг.»
- Юбилейная медаль «Тридцать лет Победы в Великой Отечественной войне 1941—1945 гг.»
- Юбилейная медаль «Сорок лет Победы в Великой Отечественной войне 1941—1945 гг.»